# الکساندرا هولدن
الکساندرا هولدن (انگلیسی: Alexandra Holden؛ زادهٔ ۳۰ آوریل ۱۹۷۷) یک هنرپیشه اهل ایالات متحده آمریکا است.

## گزیده فیلمشناسی
از فیلم‌ها یا برنامه‌های تلویزیونی که وی در آن نقش داشته‌است می‌توان به آثار زیر اشاره کرد.
- درون و بیرون (۱۹۹۷)
- گوئینویر (۱۹۹۹)
- اد تی‌وی (۱۹۹۹)
- آخر خوشگل‌ها (۱۹۹۹)
- شکر و ادویه (۲۰۰۱)
- دختران داغ (۲۰۰۲)
- پست‌گرد (۲۰۰۹)
- دوستان (مجموعه تلویزیونی) (۲۰۰۰)
- شش فوت زیر زمین (۲۰۰۲)
- نحوه برخورد (۲۰۰۳)
- آناتومی گری (مجموعه تلویزیونی) (۲۰۰۶)
- سی‌اس‌آی: میامی (۲۰۰۸)
- درمانگاه خصوصی (۲۰۰۸)
- منتالیست (۲۰۱۰)
- امور پنهانی (۲۰۱۱)
- استخوان‌ها (مجموعه تلویزیونی) (۲۰۱۲)
- ان‌سی‌آی‌اس (۲۰۱۲)
- سی‌اس‌آی (۲۰۱۴)
- ان‌سی‌آی‌اس: لس آنجلس (۲۰۱۴)